# Gouy
Gouy é uma comuna francesa na região administrativa da Normandia, no departamento de Sena Marítimo. Estende-se por uma área de 4,95 km². Em 2010 a comuna tinha 893 habitantes (densidade: 180,4 hab./km²).